# 楊納
楊納（1982年10月9日—），四川綿陽人，中國超現實主義藝術家，因其虛幻寫實的作品中帶有多重視角以及引人審思的融合意境而聞名。主要創作是油畫和銅雕，現生活及工作在北京。

## 展覽

### 個展
- 2009  《柔性的張力》 瑞士
- 2010  《梧。提  臺北當代美術館》  臺灣
- 2013  《波濤洶湧》 人文博物館 臺灣
- 2014  《人獸志》  世界美術館 鹿特丹 荷蘭
- 2015  《楊納超現實山水》 創時講堂 臺北

### 群展
- 2003 重慶油畫展
- 2004 第十屆全國美展重慶展區入選
- 2005 四川美術學院油畫系年展及學院年展
- 2006 四川美術學院油畫畢業展作品“浮華年代”與“熱帶魚”獲二等獎，優秀獎
- 2012 未來通行證荷蘭（鹿特丹Wereldmuseum鹿特丹世界美術館），台灣（台灣國立美術館）;中國北京（今日美術館）
- 2013 後人類慾望 台北當代美術館 臺灣
- 2014 彩色对话 沙迦美术馆  阿拉伯聯合酋長國

## 所著画册
- 2006 “新视觉06”现代化的成人礼优秀作品展(画册)
- 2006 “嬉戏的图象” 2006中国当代艺术邀请展(画册)
- 2006 罗中立奖学金(画册)
- 2007 “动物狂欢节”中国新锐艺术家邀请展(画册)
- 2007 中国新锐(画册)
- 2007 “四川画派”学术回顾展 (画册)
- 2007 同感-----当代艺术邀请展(画册)
- 2007 抽离中心的一代——70后艺术展
- 2007 3L4D-动漫美学新世纪 (画册)
- 2008 BIZARRE FLAVOR当代艺术邀请展 (画册)
- 2008 别处卡通BEYOND CARTOON亚洲当代艺术联展(画册)
- 2009 杨纳穆磊双个展画册 瑞士季节画廊

## 外部連結
- 官方网站
- YANG NA – PAINTING AN IDEAL